# Marie Mendras
Pour les articles homonymes, voir Mendras.
Marie Mendras (née le 14 novembre 1957 à Neuilly-sur-Seine) est une politologue française.
Spécialiste de la politique russe, elle est maître de conférences à l'Institut d'études politiques de Paris où elle enseigne notamment la politique étrangère russe. Elle est également membre du comité de rédaction de la revue Esprit et Associate fellow du Russia and Eurasia Programme du think tank Chatham House.
Elle est la fille du sociologue Henri Mendras.

## Biographie

### Jeunesse et études
Marie Mendras a étudié à l'université de l'Essex (1975-1976), est diplômée en relations internationales de l'Institut d'études politiques de Paris (promotion 1979), de l’INALCO en langue et civilisation russe (promotion 1979), de la School of Advanced International Studies de l'université Johns-Hopkins (1980) et de l'université Harvard, où elle a obtenu un Master of Arts au Russian Research Center (1983).
En 2012, Marie Mendras soutient une thèse de doctorat en sciences politiques à Sciences Po, intitulée La défaite de l'Etat : analyse de la transformation politique en Russie après la chute de l'URSS (1991-2011), sous la direction de Jacques Rupnik.

### Parcours professionnel
De 1983 à 1991, elle est consultante au Centre d’analyse et de prévision du ministère des Affaires étrangères, puis consultante à la délégation aux Affaires stratégiques du ministère de la Défense de 1992 à 1998.
De 2008 à 2010, elle était professeur au département de science politique de la London School of Economics. Dans les années précédentes, elle a enseigné à l’université Panthéon-Sorbonne, l’université Paris-X (Nanterre), l’université catholique de Louvain, l’École des mines, et Institut d'État des relations internationales de Moscou (MGIMO).
En 2010, Marie Mendras est brièvement directrice de la prospective au ministère des Affaires étrangères, d'où elle est limogée après huit mois, par Bernard Kouchner.
Toujours à Sciences Po et particulièrement au Centre de recherches internationales (CERI), Marie Mendras conduit des recherches sur le système politique russe, les élites et la société, ainsi que sur la relation de la Russie à l’Europe. Elle anime l’Observatoire de la Russie qui organise des séminaires et produit des études dans les domaines de la politique intérieure et de la politique extérieure de la Russie et de ses voisins.

## Publications
- La guerre permanente: ultime stratégie du Kremlin, Paris, Calmann-Lévy, 2024, 350 p. (ISBN 9782702189832)
- (en) « Russia and the quest for lost power », in Jacques Rupnik, ed., 1989 as a Political World Event, Routledge, Londres, 2013.
- Russie : l'envers du pouvoir, Odile Jacob, 2008
- (en) Paradox of a Weak State, Hurst (Londres) et Columbia University Press (New York), 2012
- « Le pouvoir contre l’État de droit », in Gilles Favarel-Garrigues, Kathy Rousselet, dir., La Russie contemporaine, Fayard, 2010, p. 103-116.
- « Le 2 décembre de Vladimir Poutine : l'unanimisme en marche », (avec D. Orechkine et J-C. Lallemand) Esprit, no 341, janvier 2008, p. 136-154
- (en) « Back to the Beseiged Fortress », in Aleksandr Smolar, ed., Putin’s empire, Batory Foundation, Varsovie, 2007, p. 145-160 (version polonaise, et version anglaise)
- « Le citoyen en danger : droits de l'Homme et libertés dans la Russie poutinienne », in Études du Parlement européen, PE.385.539, novembre 2007, 30 pages (diffusée en trois versions : française, anglaise et russe)
- « Anna ou La dénonciation de la violence », in Hommage à Anna Politkovskaïa, Buchet/Chastel, 2007, p. 165-178.
- (en) « Russia's Institutional Regression and Its Consequences on Foreign Policy », EU-Russia Centre Review, 2/2006
- « La Russie de Poutine », dir., Pouvoirs, no 112, 2005, 152 p.
- (ru) « Rossia i Ukraina na raspute demokratii » [La Russie et l’Ukraine au carrefour de la démocratie], Sravnitelnoe konstitusionnoe obozrenie [Revue constitutionnelle comparative] 2005;1(50):35-37.
- « Villages Poutinekine ou les écueils d'un régime autoritaire », Esprit 2005;319:22-31.
- « Vladimir Poutine, tsar pétrolier », Alternatives internationales décembre 2005; hors-série 3, p. 24-25.
- (en) « Russia and Europe. The Challenge of Proximity », in Andreas Kellerhals (dir.), The challenge of Proximity, Schulthess Juristische Medien AG, Zürich, 2004, p. 51-60.
- Comment fonctionne la Russie ? Le politique, le bureaucrate et l’oligarque, Paris, CERI/Autrement, 2003, 124 p.
- « On ne badine pas avec la Russie », in Anne-Marie Le Gloannec et Aleksander Smolar, Entre Kant et Kosovo. Études offertes à Pierre Hassner, Paris, Presses de Sciences-Po, 2003, p. 295-307.
- (ru) « Slaboe gosudarstvo i sil’naia administratsiia : k otsenke rossiiskoi biurokratii » [État faible et administration puissante : une évaluation de la bureaucratie russe], in Tatiana Zaslavskaia (dir.), Kuda prichla Rossia ? [Où est arrivée la Russie ?], Éditions Intertsentr, Moscou, 2003, p. 47-51.
- (en) « Social Change in Russia », La revue Tocqueville/The Tocqueville Review 2002;23(2):7-79.
- (en) « Russia and the West : To Belong or not to Belong », in Alex Pravda et Jan Zielonka, Democratic Consolidation in Eastern Europe, Oxford University Press, 2001, p. 485-510.
- (en) « Toward a post-imperial identity », in Vladimir Baranovsky (dir.), Russia and Europe. The Emerging Security Agenda, Oxford University Press, 1997, p. 90-103.
- « Le mythe du nationalisme russe », in Pierre Birnbaum (dir.), Sociologie des nationalismes, PUF, Paris, 1997, p. 85-102.
- (ru) « Asimmetritchnost' ili mnogoobrazie » [Asymétrie ou diversité], in Andrei Zakharov (dir.), Asimmetritchnost' Federatsii [Asymétrie de la Fédération], publication du Centre d'étude du constitutionnalisme, Fondation de Moscou pour les sciences sociales, programme TACIS, Moscou, 1997, p. 7-11.
- « Qui gouverne en Russie ? », dossier de six articles, La Revue Tocqueville/The Tocqueville Review 1998;19(1):3-135.
- Dossier : « Politique, État et justice en Russie » Esprit, juillet 1998, p. 91-125.
- « La préférence pour le flou. Pourquoi la construction d’un régime démocratique n’est pas la priorité des Russes », Le Débat, no 107, novembre-décembre 1999, p. 35-50.
- (en) « How Regional Elites Preserve Their Power », Post-Soviet Affairs octobre-décembre 1999;15(4):295-311.
- (en) « Regions of Russia : a Special Issue of Post-Soviet Affairs », Post-Soviet Affairs (UCLA, Berkeley), octobre-décembre 1999, p. 291-406.
- Russie : le gouvernement des provinces, (dir.), CRES, Genève, 1997, 220 p. et cartes.
- (en) « Rule by Bureaucracy in Russia », in Donatella Della Porta et Yves Mény, (dir.), Democracy and Corruption in Europe, Pinter, Londres, 1997, p. 118-131.
- « Les trois Russies : analyse du référendum du 25 avril 1993 », Revue française de science politique décembre 1993;43(6):897-939.
- Un État pour la Russie, (dir.), Bruxelles, Complexe, (Coll. « Espace international « ),1992, 145 p.
- Russie : le débat sur l’intérêt national, (dir.), Paris, La Documentation française, 1992, 61 p. (« Problèmes économiques et sociaux ». 694)
- « La fin du protectionnisme politique », Le débat, septembre-octobre 1989;56:85-96.
- (en) « The Soviet Union and its rival self », The Journal of Communist Studies mars 1990;6(1):1-23.
- « L’URSS et son autre », Archives européennes de sociologie 1988;29(2):229-257.